# Долгов, Дмитрий Александрович
Дмитрий Александрович Долгов (1860 — 1939) — генерал от инфантерии, командир 37-го армейского корпуса, герой Первой мировой войны.

## Биография
Родился 18 (30) июля 1860 года в г. Вознесенске Херсонской губернии, происходил из дворян Московской губернии, сын генерал-майора артиллерии Александра Ивановича Долгова (17.7.1827—8.9.1890).
Начальное образование получил в 1-й Санкт-Петербургской военной гимназии. 12 августа 1876 года был зачислен в 1-е военное Павловское училище, из которого выпущен 16 апреля 1878 года прапорщиком в 24-ю артиллерийскую бригаду. 20 декабря 1879 года произведён в подпоручики и 18 декабря 1880 года — в поручики.
В 1882 году успешно сдал вступительные экзамены в Николаевскую академию Генерального штаба, которую окончил в 1884 году по 1-му разряду, причём 25 марта 1884 года за успехи в науках был произведён в штабс-капитаны.
По окончании академии был зачислен в Генеральный штаб и назначен состоять при Омском военном округе, где с 9 ноября был помощником старшего адъютанта окружного штаба; 29 марта 1885 года произведён в капитаны.
3 октября 1887 года был назначен начальником строевого отдела штаба Киевской крепости, причём с 1 октября 1888 года по 1 октября 1889 года для прохождения служебного ценза командовал ротой в 43-м пехотном резервном батальоне. 1 апреля 1890 года был произведён в подполковники и назначен штаб-офицером для особых поручений при командующем войсками Казанского военного округа. С 4 июля 1891 года состоял штаб-офицером при управлении 42-й пехотной резервной бригады. С 1 мая по 7 сентября 1893 года отбывал цензовое командование батальоном в 166-м пехотном Ровненском полку.
17 апреля 1894 года за отличие по службе был произведён в полковники, 25 января 1898 года назначен начальником штаба 42-й пехотной дивизии, 7 мая 1901 года получил в командование 131-й пехотный Тираспольский полк. 14 июля 1903 года назначен окружным дежурным генералом штаба Виленского военного округа и 6 декабря того же года произведён в генерал-майоры. 27 ноября 1905 года назначен начальником штаба 21-го армейского корпуса, 28 ноября 1908 года возглавил 60-ю пехотную резервную бригаду.
3 июля 1910 года был произведён в генерал-лейтенанты и назначен начальником 46-й пехотной дивизии. Находясь на этой должности он в августе 1914 года встретил начало Первой мировой войны.
Высочайшим приказом от 25 сентября 1914 года за отличие в боях под крепостью Осовец был награждён орденом св. Георгия 4-й степени. С 24 июня 1915 года командовал 19-м армейским корпусом, отличился в сражении под Шавли. 16 ноября того же года переведён в резерв чинов при штабе Петроградского военного округа и в начале 1916 года назначен командиром 37-го армейского корпуса, однако вскоре переведён на такую же должность в 7-й Сибирский армейский корпус 12-й армии Северного фронта. В том же году его корпус был переброшен на Юго-Западный фронт и участвовал в наступлении против австрийцев. В сентябре некоторые части корпуса отказались идти в атаку и из-за этого инцидента Долгов был снят с должности и зачислен в резерв чинов при штабе Киевского военного округа. Далее числился в резерве чинов при штабах Петроградского и Московского военных округов и 15 июня 1917 года с производством в генералы от инфантерии был уволен от службы с мундиром и пенсией.
После Октябрьской революции вступил в РККА, числился ответственным редактором Военно-исторической комиссии Всероглавштаба, затем был сотрудником-составителем в комиссии по исследованию опыта войны 1914—1918 годов. В мае 1920 года был прикомандирован к Полевому штабу РВСР и находился в распоряжении комиссии по выяснению оперативной обстановки сдачи Тамбова в ходе восстания Антонова.
После 1920 года ему было дано разрешение на выезд из страны и он эмигрировал в Бельгию.
Скончался 23 сентября 1939 года в Брюсселе.

## Семья
Был женат на дочери подполковника Елизавете Митрофановне Дедовой.
Его брат Александр (1859—1930) был генерал-лейтенантом и во время Первой мировой войны командовал артиллерией в нескольких армейских корпусах.

## Награды
Среди прочих наград Долгов имел ордена:
- Орден Святого Станислава 3-й степени (1881 год)
- Орден Святой Анны 3-й степени (1886 год)
- Орден Святого Станислава 2-й степени (1891 год)
- Орден Святой Анны 2-й степени (1896 год)
- Орден Святого Владимира 4-й степени (1899 год)
- Орден Святого Владимира 3-й степени (1903 год)
- Орден Святого Станислава 1-й степени (1905 год)
- Орден Святой Анны 1-й степени (6 декабря 1909 года)
- Орден Святого Владимира 2-й степени (6 декабря 1913 года)
- Орден Святого Георгия 4-й степени (25 сентября 1914 года)